# Calamosternus pseudolucidus
Calamosternus pseudolucidus är en skalbaggsart som beskrevs av Rakovic 1977. Calamosternus pseudolucidus ingår i släktet Calamosternus och familjen Aphodiidae. Inga underarter finns listade.